# Skywhales
Pour plus de détails, voir Fiche technique et Distribution.
Skywhales est un court métrage d'animation britannique réalisé par Phil Austin et Derek Hayes en 1983, qui dépeint une société fictive de créatures extraterrestres résidant sur une planète géante gazeuse.
Le film se remarque pour l'exhaustivité de sa représentation d'une société fictive, y compris de la langue étrangère, de la flore, de la faune, et des structures et pratiques sociales.

## Synopsis
L'histoire se situe dans une société tribale de créatures à la peau verte et à la coupe de cheveux à l'iroquoise, qui parlent une langue complexe faite de mugissements. Ces derniers ne sont pas sous-titrés, laissant au spectateur le soin de découvrir le sens des propos grâce au contexte visuel. Ces créatures sont intelligentes, vivent dans un petit port avec trois navires, et possèdent des vêtements, des instruments de musique, des armes et des armures en métal.
Une importante coutume tribale est présentée au début du film: l'apparition de membres de la population se déplaçant comme des morts-vivants et se distinguant par une couleur de peau blanche et des yeux noirs éteints; les gens qui les croisent se couvrent les yeux et les laissent passer, ce qui laisse suggérer que leur culture est assez avancée.
Ces créatures vivent dans l'atmosphère sur une île volante, et utilisent des "bateaux-montgolfières" en bois pour chasser de grandes créatures ailées, les skywhales du titre (baleines du ciel ressemblant toutefois plus à des raies manta). Chaque navire possède des ballons remplis de gaz pour le maintenir "à flot" et est propulsé via un pédalier qui actionne une hélice. Pris dans un brouillard et ne sachant pas où les skywhales se situent, les chasseurs restent totalement immobiles lorsqu'ils entendent le cris d'une créature. Si les skywhales brisent leur navire, ils ont des "parachutes" spéciaux remplis de gaz qui les empêchent de tomber, et attendent qu'un autre navire leur vienne en aide. Ils chassent à l'aide de harpons. Une fois la skywhale harponné, ils utilisent une corde pour la ramener à leur île, où ils utilisent chaque partie de son corps.
Après la chasse, un des chasseurs devient tout blanc avec les yeux noirs. Par instinct, il gagne un bâtiment au fond de la forêt. Les gens, dont des individus qui semble être sa famille, se couvrent les yeux sur son passage. Une fois à l'intérieur du bâtiment, où l'on aperçoit des gravures primitives de skywhales sur le sol, il se tient devant un trou géant, puis tombe à travers les racines de l'île flottante. Pendant la chute, l'indigène se transforme en cocon, et éclos, après le lever du jour, pour devenir une jeune skywhale.
Le court-métrage se termine sur une représentation de gravures primitives de skywhales.

## Fiche technique
- Titre : Skywhales
- Réalisation : Phil Austin et Derek Hayes
- Montage : Lesley Manning
- Sociétés de distribution : Animation City[2],[3], Channel 4[4]